# Wilhelm Hecht

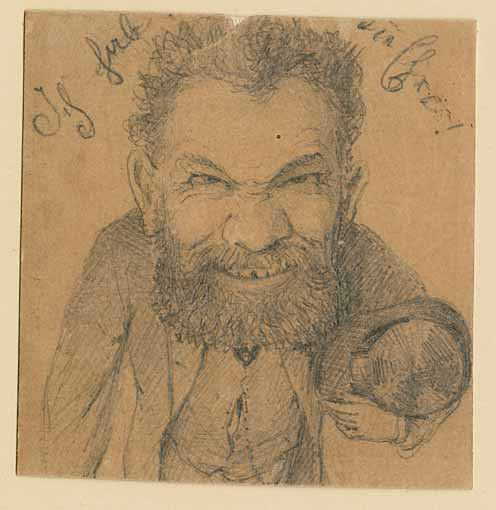
Wilhelm Hecht

Karl Wilhelm Hecht (* 28. März 1843 in Ansbach; † Anfang März 1920 in Linz, Österreich) war ein deutscher Holzschneider und Radierer.
Wilhelm Hecht lernte von 1857 bis 1859 bei dem Formschneider Döring in Nürnberg die Holzschneidekunst, bildete sich dann in größeren Ateliers in Leipzig, Berlin und Stuttgart und errichtete 1868 ein eigenes Atelier in München, Jägerstraße 6. 1885 wurde er nach Wien berufen, um die neugegründete xylographische Abteilung der K. k. Hof- und Staatsdruckerei zu leiten. Zugleich erhielt er eine Professur für Holzstich an der Kunstgewerbeschule in Wien. Im Ruhestand lebte Hecht in Graz, München und nach 1912 in Linz.
Besonders Hervorragendes leistete er im Faksimileschnitt nach Zeichnungen. Ein Auftrag der Gesellschaft für vervielfältigende Kunst in Wien, einige Holzschnitte nach den Gemälden der Galerie Schack in München auszuführen, veranlasste ihn, sich dabei in der Radierung zu versuchen, welcher er sich in der Folge ganz widmete.
Er hat mit großem Erfolg nach Schwind, Böcklin, Lenbach, Rottmann, Schleich, van Dyck und Jan van Schorel radiert und in zwei Originalradierungen (Kaiser Wilhelm und König Ludwig von Bayern im Ornat des Ordens vom heil. Georg, letztere von ungewöhnlicher Größe) auch Geschick für malerisches Arrangement bekundet. Holzstiche verfertigte Hecht u. a. für die Kinder- und Hausmärchen der Brüder Grimm, Goethes Faust (nach Alexander von Liezen-Mayer), Schillers Lied von der Glocke (gleichfalls nach Alexander von Liezen-Mayer) und für den Zerbrochenen Krug (nach Menzel).